# قلعة ملك (فريدن)
قلعة ملك (بالفارسية: قلعه‌ملک) هي قرية تقع في قسم ورزق الجنوبي الريفي في إيران. يقدر عدد سكانها بـ 152 نسمة .